# 580
سنة 580 م (بالأرقام الرومانية: DLXXX) كانت سنة كبيسة تبدأ يوم الإثنين (الرابط يظهر نموذج الجدول الزمني الكامل للسنة) من التقويم اليولياني. بدأت تسمية السنة ب580 منذ العصور الوسطى المبكرة، عندما أصبح تقويم أنو دوميني هو الأسلوب السائد في أوروبا لتسمية السنوات.

## مواليد
- ثمامة بن أثال
- عبد الله بن جحش صحابي من صحابة النبي محمد صلى الله عليه وسلم
- فابيا إودوكيا امبراطورة بيزنطية

## وفيات
- الحارث بن حلزة اليشكري
- المنذر بن المنذر (الثاني)
- معقر البارقي